# Franco Cassano (sociologo)
Franco Cassano (Ancona, 3 dicembre 1943 – Bari, 23 febbraio 2021) è stato un sociologo e politico italiano.
Professore ordinario di Sociologia e Sociologia dei Processi culturali e comunicativi all'Università degli Studi di Bari Aldo Moro, all'attività accademica affianca quella di saggista ed editorialista. Tra le sue opere più note Il pensiero meridiano (1996) e L'umiltà del male (2011). Alle elezioni politiche del 2013 viene eletto deputato della XVII legislatura della Repubblica Italiana nella circoscrizione XXI Puglia per il Partito Democratico.

## Biografia
Frequenta il Liceo classico Q. Orazio Flacco di Bari.
Inizia la carriera universitaria nel 1970 come professore incaricato all'Università di
Messina. Dal 1971 è assistente ordinario di Filosofia del diritto all'Università di Bari dove, nel 1980, diventa professore ordinario di Sociologia della conoscenza. Dal 1991 al 1993 ha diretto la Rassegna Italiana di Sociologia.
Parte integrante del gruppo di giovani studiosi riuniti intorno alla sezione universitaria del PCI e alle case editrici Laterza e De Donato che negli anni '70 si impegnarono a Bari in una proposta di riforma in senso democratico e partecipativo delle forme di organizzazione politica ispirate al marxismo,  negli anni '80 Cassano intraprende una critica della modernità fondata sulla decostruzione dei suoi integralismi: l'etnocentrismo, il culto del progresso, la velocità, il primato del mercato.
Nel 1996, la sua opera più nota Il pensiero meridiano (tradotto in francese, inglese, tedesco e giapponese) rinnova il dibattito sulla questione meridionale, rivendicando per il Sud il ruolo di "soggetto di pensiero" ovvero il diritto dei Sud del mondo ad emanciparsi da valutazioni precostituite che li confinano nella cornice dell'arretratezza, per promuovere una visione autonoma che, lungi dall'indulgere all'autoassoluzione, sappia identificare i contributi originali che la prospettiva meridionale può apportare ad una ridefinizione dei modelli economici e politici dominanti. A cominciare da un riequilibrio del processo di integrazione europea che sappia contemplare il contributo portato in dote dai popoli affacciati sul Mediterraneo. Il mar Mediterraneo, infatti, "mare tra le terre" e mai confine invalicabile, per Cassano rappresenta un valido modello storico di rapporto con l'Altro, segnato da misura, contaminazione e rispetto delle differenze.
Nel 2011 grande dibattito ha suscitato la tesi contenuta ne L'umiltà del male, nel quale l'autore proponendo una rilettura innovativa della Leggenda de Il grande inquisitore esorta la sinistra ad abbandonare l'"aristocratismo etico" in cui si sarebbe rifugiata negli ultimi anni.
Malato da tempo, è morto nel febbraio 2021 all'età di 77 anni.

## Politica
Nel 2003 fonda e presiede nel primo anno d'attività l'associazione barese di cittadinanza
attiva Città Plurale. L'attività associativa e i saggi contenuti in Homo Civicus sulla
riscoperta della cittadinanza attiva e dell'importanza dei beni comuni, da molti osservatori sono ritenuti elementi fondativi della cosiddetta "primavera pugliese", stagione di affermazioni elettorali del centrosinistra in Puglia che ha in Michele Emiliano e Nichi Vendola gli esponenti più noti.
Nel 2013 è eletto alla Camera dei deputati in quanto capolista per la circoscrizione Puglia nelle file del Partito Democratico per le elezioni politiche del 2013.

## Opere
- Autocritica della sociologia contemporanea. Weber - Mills - Habermas, De Donato, Bari, 1971
- Marxismo e filosofia, De Donato, Bari, 1973
- Hegel e Weber. Egemonia e legittimazione, De Donato, Bari, 1977 (con Remo Bodei)
- Il teorema democristiano. La mediazione della DC nella società e nel sistema politico italiano, De Donato, Bari, 1979
- La certezza infondata. Previsioni ed eventi nelle scienze sociali, Dedalo, Bari, 1983
- Approssimazione. Esercizi di esperienza dell'altro, Il Mulino, Bologna, 1989, nuova edizione 2003
- Partita doppia. Appunti per una felicità terrestre, Il Mulino, Bologna, 1993, nuova edizione 2011
- Il Pensiero meridiano, Laterza, Roma-Bari, 1996, nuova edizione 2005
- Mal di Levante, Laterza Edizioni della Libreria, Bari, 1997
- Paeninsula. L'Italia da ritrovare, Laterza, Roma-Bari, 1998
- Lo sguardo italiano. Rappresentare il mediterraneo, Mesogea, Messina, 2000 (con Vincenzo Consolo)
- Modernizzare stanca. Perdere tempo, guadagnare tempo, Il Mulino, Bologna, 2001, nuova edizione 2011
- Oltre il Nulla. Studio su Giacomo Leopardi, Laterza, Roma-Bari, 2003
- Homo civicus. La ragionevole follia dei beni comuni, Dedalo, Bari, 2004
- L'alternativa mediterranea, Feltrinelli, Milano, 2007 (a cura di) (con Danilo Zolo)
- Tre modi di vedere il Sud, Il Mulino, Bologna, 2009
- L'umiltà del male, Laterza, Roma-Bari, 2011
- Beati gli operatori di pace perché saranno chiamati figli di Dio, Lindau, Torino, 2013 (con Andrea Riccardi)
- Senza il vento della storia. La sinistra nell'era del cambiamento, Laterza, Roma-Bari, 2014
- La contraddizione dentro, Laterza, Roma-Bari, 2022
- L'inquietudine del pensiero, Laterza, Roma-Bari, 2024 (a cura di Pasquale Serra)